# Lewisport (Kentucky)
Lewisport es una ciudad ubicada en el condado de Hancock en el estado estadounidense de Kentucky.  

## Geografía
Lewisport se encuentra ubicada en las coordenadas 37°55′50″N 86°54′10″O / 37.93056, -86.90278. Según la Oficina del Censo de los Estados Unidos, Lewisport tiene una superficie total de 2.47 km², de la cual 2.46 km² corresponden a tierra firme y (0.31%) 0.01 km² es agua.

## Demografía
Según el censo de 2010,había 1670 personas residiendo en Lewisport. La densidad de población era de 675,88 hab./km². De los 1670 habitantes, Lewisport estaba compuesto por el 94.73% blancos, el 2.69% eran afroamericanos, el 0.42% eran asiáticos,el 0.84% eran de otras razas y el 1.32% pertenecían a dos o más razas. Del total de la población el 2.75% eran hispanos o latinos de cualquier raza.
Los datos del censo de 2020 demostraron que la población ascendió a 1767 residentes, siendo 1629 blancos, 3 amerindios, 9 asiáticos, 49 afroamericanos, 50 hispanos o latinos, 17 de otra raza y 60 de dos o más razas. La tasa de empleo dio 52,2% y el ingreso medio familiar US$49,545.